# Fructuós Gelabert
Fructuós Gelabert (ur. 15 stycznia 1874 w Barcelonie, zm. 27 lutego 1955 tamże) – kataloński fotograf, reżyser filmowy, scenarzysta, impresario i wynalazca, pionier kina. Autor pierwszego hiszpańskiego filmu fabularnego – Sprzeczka w kawiarni (Riña en un Café, 1897). Wynalazł urządzenie do wyświetlania i kręcenia filmów o nazwie veroscop. Uważany za ojca kina hiszpańskiego.
Tworzył m.in. krótkie filmy dokumentujące życie codzienne, w tym wyjście robotników z fabryki (Salida de los trabajadores de la fábrica España industrial, 1897) oraz wiernych opuszczających kościół (Procesión de las hijas de María de la parroquia de Santa María de Sans, 1902), a także kroniki wydarzeń, w tym wydarzeń sportowych – wyścigów konnych (Carreras de caballos en el hipódromo de Barcelona, 1902) oraz rowerowych (Carreras de bicicletas en el parque, 1903). Nakręcił też trwający 4 minuty film, rejestrujący życie Barcelony z dachu jadącego tramwaju (Barcelona en 1908). W sierpniu 1897 roku nakręcił Sprzeczkę kochanków, pierwszy hiszpański film fabularny. Nakręcił również adaptacje utworów Àngela Guimery, m.in. Nizinę (Terra baixa, 1907).
Jego ostatnim filmem była Koronczarka (La Puntaire, 1927).